# Forcipomyia danaisi
Forcipomyia danaisi är en tvåvingeart som först beskrevs av Floch och Emile Abonnenc 1949.  Forcipomyia danaisi ingår i släktet Forcipomyia och familjen svidknott.
Artens utbredningsområde är Venezuela. Inga underarter finns listade i Catalogue of Life.